# Thiania luteobrachialis
Thiania luteobrachialis là một loài nhện trong họ Salticidae.
Loài này thuộc chi Thiania. Thiania luteobrachialis được Ehrenfried Schenkel-Haas miêu tả năm 1963.